# Chireshwarnath
Chireshwarnath (Nepali छिरेश्वरनाथ Chhireshwarnath) ist eine Stadt (Munizipalität) im östlichen Terai Nepals im Distrikt Dhanusha.
Die Stadt entstand 2014 durch Zusammenlegung der Village Development Committees Digambarpur, Hariharpur, Ramdaiya und Sakhuwa Mahendranagar.
Das Stadtgebiet umfasst 56,59 km².

## Einwohner
Bei der Volkszählung 2011 hatten die VDCs, aus welchen die Stadt Chireshwarnath entstand, 43.745 Einwohner (davon 22.397 männlich) in 7925 Haushalten.